# Acis fabrei
Acis fabrei es una especie de planta bulbosa perteneciente a la familia de las amarilidáceas. Es originaria de la región del Mediterráneo.

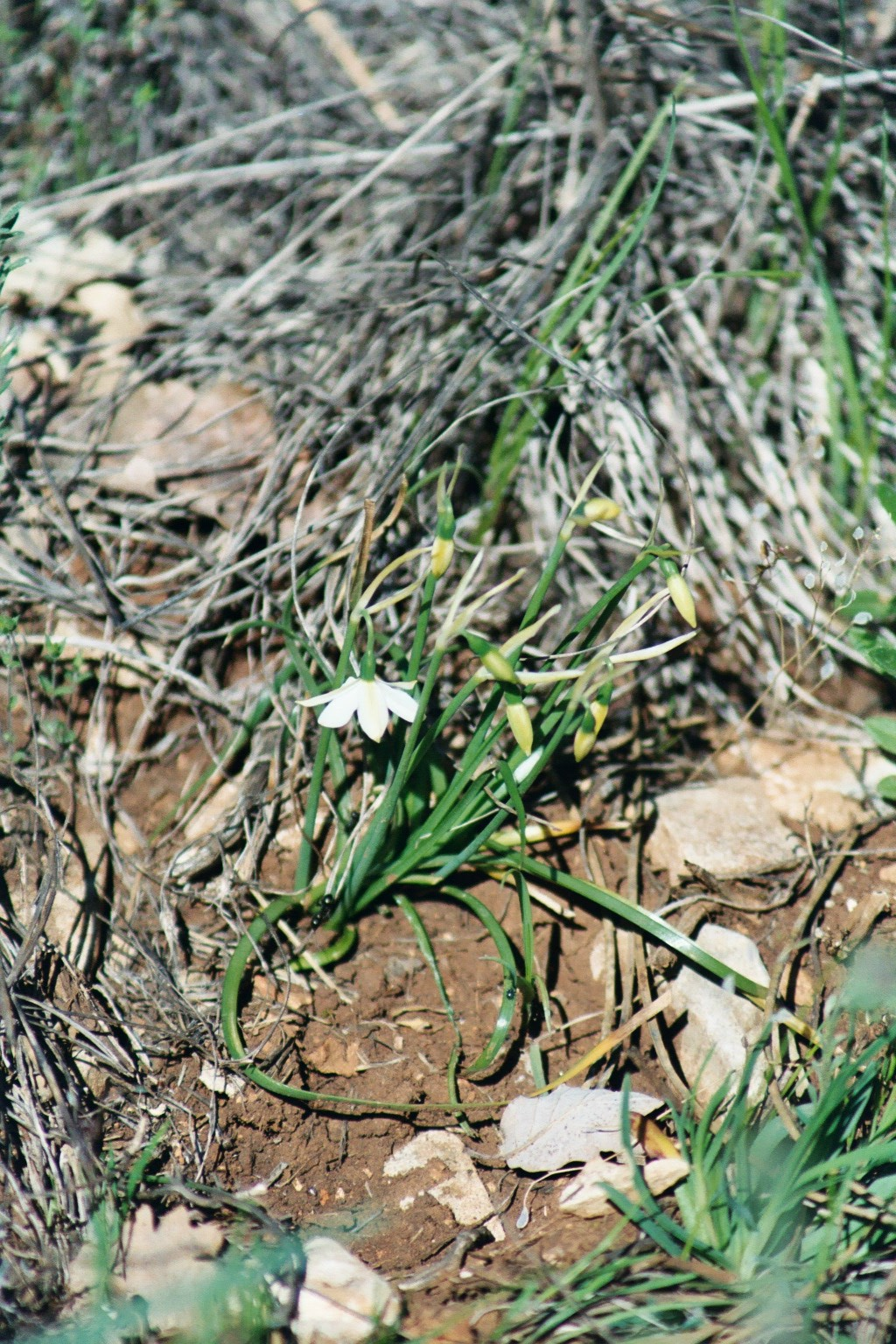
Vista de la planta

## Descripción
Es una planta bulbosa que tiene una inflorescencia en forma de umbela con flores de color blanco, hermafroditas. El fruto es una cápsula.

## Distribución y hábitat
Tiene una distribución mediterránea en pastizales basófilos.

## Taxonomía
Acis fabrei fue descrita por (Quézel & Girerd) Lledó, A.P.Davis & M.B.Crespo y publicado en Plant Systematics and Evolution 246: 241, en el año 2004.
Sinonimia
- Leucojum fabrei Quézel & Girerd basónimo[4]